# Suderburg
Suderburg är en Gemeinde i Landkreis Uelzen i det tyska förbundslandet Niedersachsen. Suderburg, som för första gången nämns i ett dokument från år 1004, har cirka 4 700 invånare år 2012.
Kommunen ingår i kommunalförbundet Samtgemeinde Suderburg tillsammans med ytterligare två kommuner.